# Pouteria fragrans
Pouteria fragrans är en tvåhjärtbladig växtart som först beskrevs av Jean Baptiste Louis Pierre, och fick sitt nu gällande namn av Marcel Marie Maurice Dubard. Pouteria fragrans ingår i släktet Pouteria och familjen Sapotaceae.
Artens utbredningsområde är Paraguay. Inga underarter finns listade i Catalogue of Life.